# براد آبي
براد آبي (بالإنجليزية: Brad Abbey)‏ هو لاعب دوري الرغبي نيوزيلندي، ولد في 30 ديسمبر 1996 في أوكلاند في نيوزيلندا.